# ŽRK Vardar
ŽRK Vardar (makedonska: Женски ракометен клуб Вардар, Ženski rakometen klub Vardar) är ett damhandbollslag från Skopje i Nordmakedonien, bildat 1961. Laget har blivit nordmakedonska mästare sex gånger (2013, 2014, 2015, 2016, 2017 och 2018) och spelat två finaler i Champions League, 2017 och 2018.

## Spelare i urval
- Anja Althaus (2014–2017)
- Tatjana Chmyrova (2013–2018)
- Siraba Dembélé (2013–2016)
- Ana Đokić (2013–2014)
- Begoña Fernández (2012–2015)
- Olga Fomina (Tjernojvanenko) (2014–2016)
- Camilla Herrem (2016–2017)
- Andrea Klikovac (2012–2018)
- Andrea Kobetić (Penezić) (2014–2018)
- Polina Kuznetsova (2017–2018)
- Alexandra Lacrabère (2016–2018)
- Andrea Lekić (2013–2018)
- Amandine Leynaud (2013–2018)
- Mayssa Pessoa (2016–2017)
- Allison Pineau (2013–2014)
- Jovanka Radičević (2013–2018)
- Inna Suslina (2012–2018)